# 拐子角

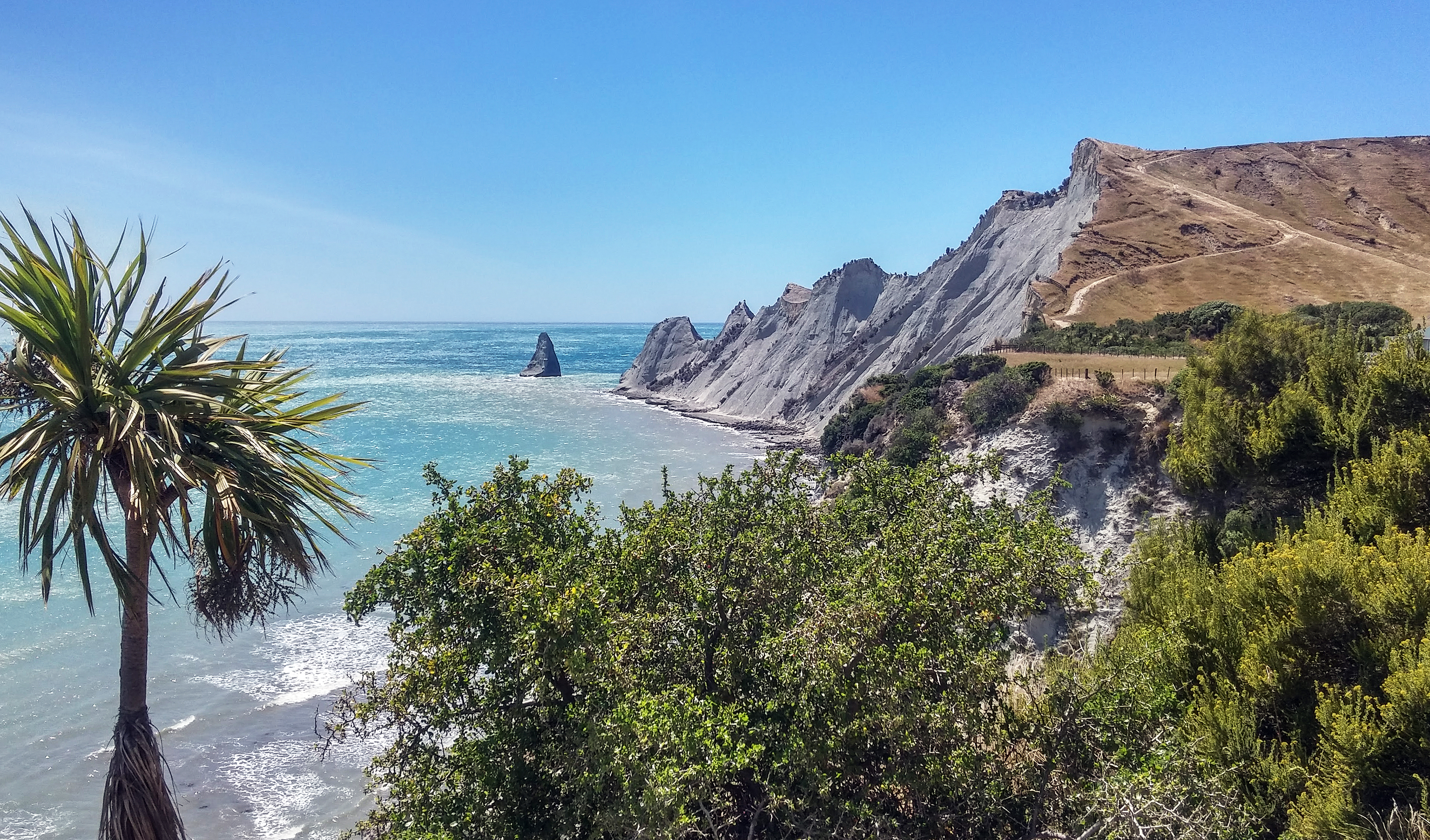
側看拐子角

拐子角（官方命名為：Cape Kidnappers / Te Kauwae-a-Māui）是位於紐西蘭北島東海岸豪克斯灣的海岬，於海灣最南端延伸8（5.0英里）入南太平洋，距其西北方的內皮爾約20（12英里）。通往拐子角的公路始於克利夫頓營地，該地為許多遊客前往拐子角的起點。
拐子角高爾夫球場則位於該角和附近小鎮蒂阿旺加之間。

## 發現歷史
根據英國航海家庫克船長所述，其乘坐的HMS奮進號於1769年10月15日該地登陸，當地的毛利人曾企圖綁走一名船員，該海岬也因此得名「拐子」（Kidnappers）。該船員名為塔亞塔（Taiata），是大溪地領航員、探險家圖帕伊亞（擔任奮進號的翻譯和嚮導）的12歲侄子或僕從。庫克船長的日記紀載，當時一艘毛利漁船靠近奮進號並提出要進行漁獲交易，隨後毛利人抓住位於船舷的塔亞塔試圖將其帶走。奮進號甲板上的水手隨即向漁船開火，殺死兩名毛利人並打傷另一人。:177–178
毛利支部落「Ngāti Te Whatuiāpiti」的觀點則認為，蘭格蒂勒（酋長）特朗基亞納克（Te Rangikoianake）和其子哈威亞（Hawea）帶領一支救難隊解救囚禁於船上的毛利族男孩。這段歷史於2015年「Heretaunga Tamatea」部落與英國政府達成的和解契約中得到承認。
塔亞塔則迅速跳下毛利漁船游回奮進號，其餘的毛利人撤退回岸上。奮進號後甲板一門4磅重的大砲持續向對方開火，但毛利船已快速駛離射程範圍。庫克船長的日記對此事件的描述為：:177–178
……一艘漁船靠過來為我們提供更多漁獲，隨後（毛利人）抓住圖帕伊亞的僕從－印第安男孩塔亞塔，並把他拉到船上試圖將其帶走。這迫使我們向他們開炮，讓男孩有機會逃回船（奮進號）上，毫髮無傷。有兩三個（毛利）人為這個大膽的企圖付出生命，且如不是害怕傷及男孩，還會有更多人死去。這件事使我將此處命名為「拐子角」……
庫克船長描述拐子角兩側為陡峭的白色懸崖，岬角附近有兩塊類似乾草堆的岩石。:177–178
隨著《2018年Heretaunga Tamatea索賠解決法》（Heretaunga Tamatea Claims Settlement Act 2018）的通過，拐子角的官方名稱正式更名為「Cape Kidnappers / Te Kauwae-a-Māui」（英語／毛利語）。

## 重要鳥區
拐子角為超過3,000對澳洲鰹鳥的繁殖地，因此被國際鳥盟認定為重要鳥區。

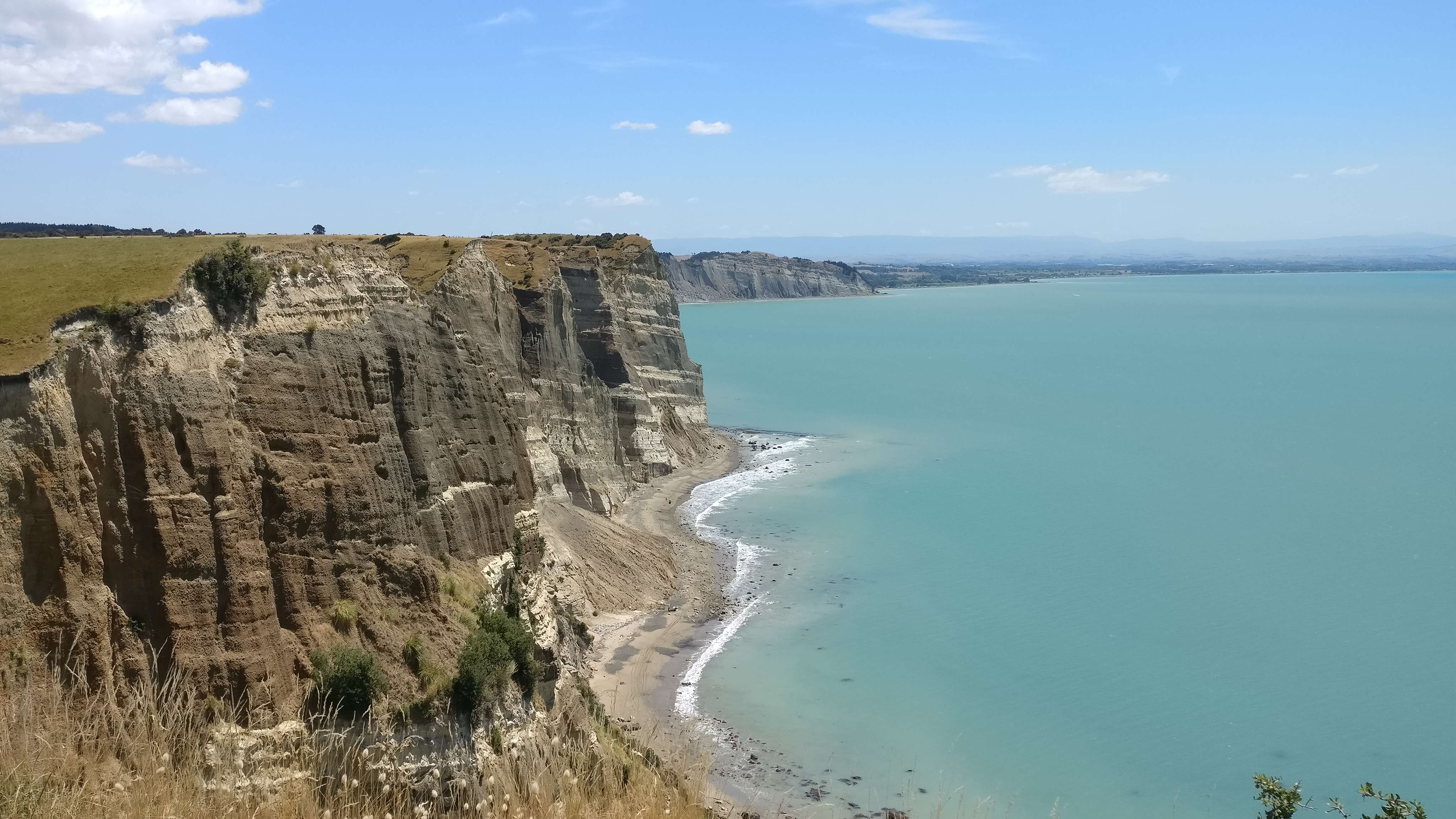
2019年發生滑坡後的懸崖
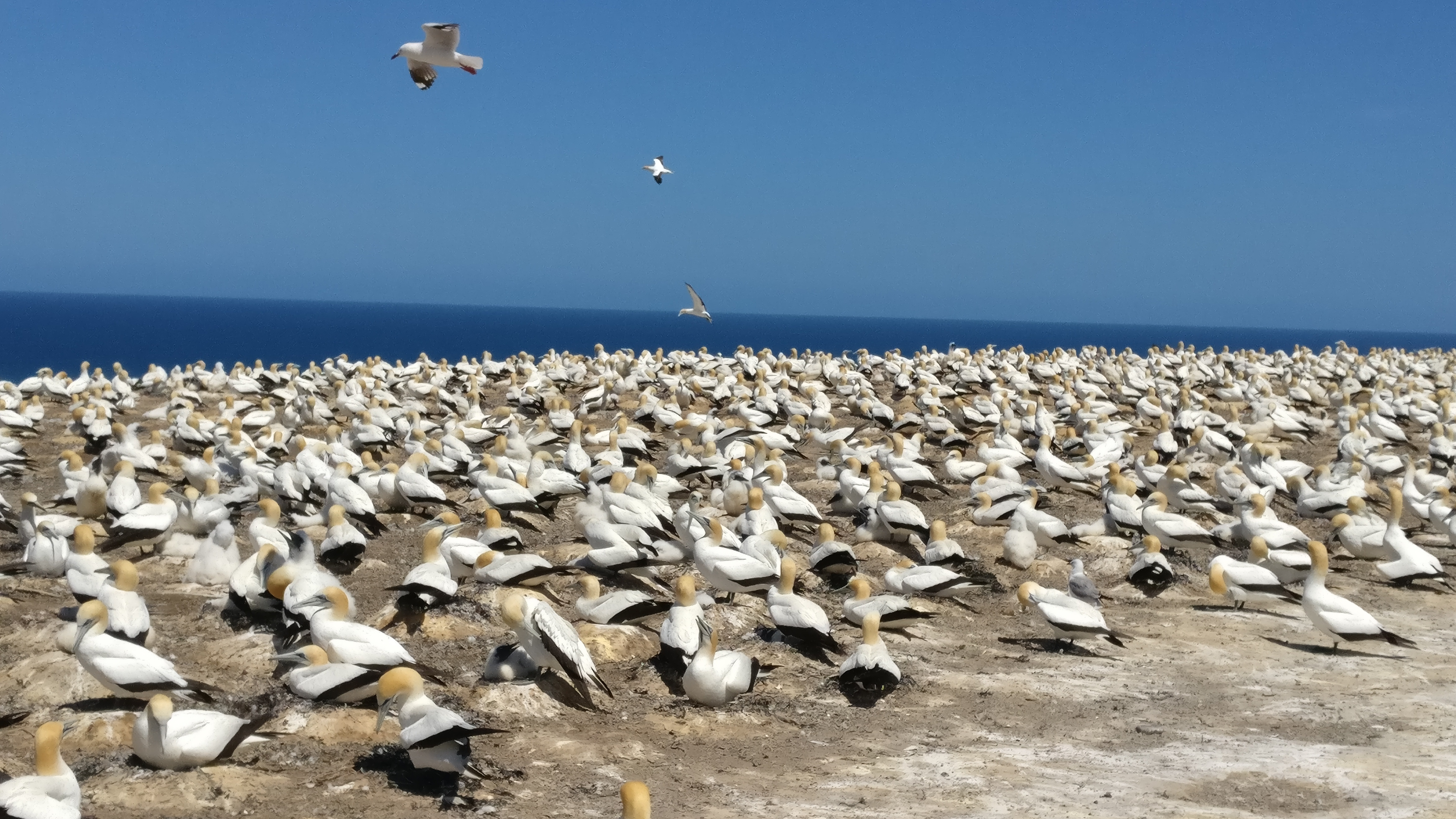
超過200隻鰹鳥棲息
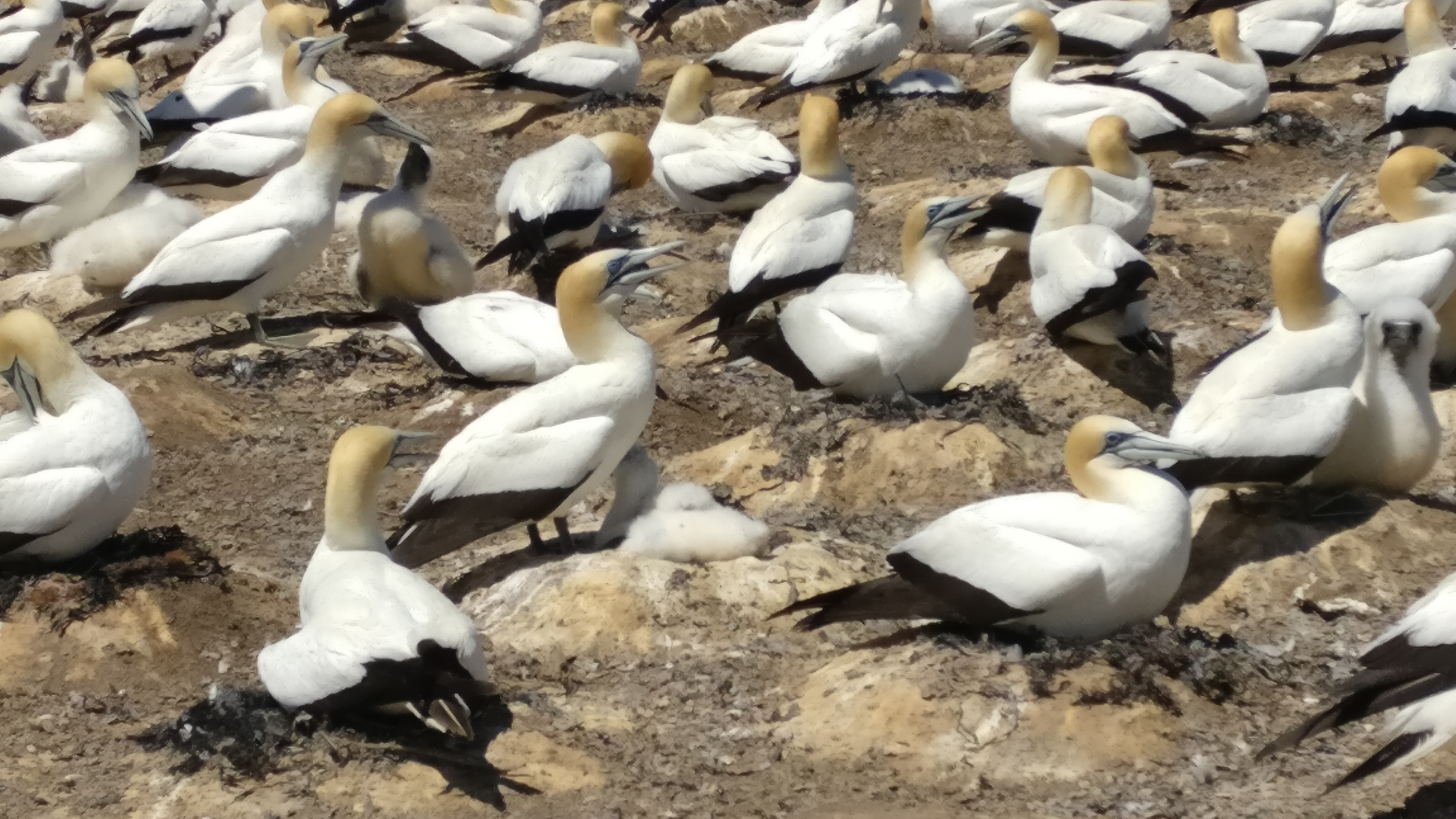
鰹鳥及其雛鳥